# 비와가쿠
비와가쿠는 한국의 비파와 같은 현악기인 비와를 뜯으며 사설(辭說)을 읊는 음악이다.
비와가쿠는 맹인이 지신경(地神經)을 비와에 맞추어 부르는 모오소오비와(盲僧琵琶)가 있는데, 나중 것은 치쿠젠 모오소오(筑前盲僧)와 사쓰마 모오소오로 나뉜다. 그 후 12세기경에 관리(官吏) 후지와라 유키나가(藤原行長)와 중(僧) 지친(慈鎭)이 헤이케비와(平家琵琶)의 음악을 만들었다고 한다. 가마쿠라(鎌倉, 1192-), 무로마치 시대(室町, 1337-)에는 이치가타(一方)와 야사카(八坂) 2개의 흐림이 헤이쿄쿠(平曲)의 두 주류가 되어 부케(武家)계급 간에 성행하였다가 에도(江戶, 1603-)시대에는 차차 쇠퇴하였고, 1945년 이후의 현재는 그것을 부를 수 있는 사람은 극소수이다.
사쓰마 지방의 시마즈 다다요시(鳥津忠良, 1492-1568)는 무사(武士)의 자제(子弟)의 사기 앙양을 목적으로 비와우타(琵琶歌)를 만들어 사쓰마비와의 기원이라고 하겠으나, 19세기 중엽에는 규슈(九州)의 이케다진페이(池田甚兵衛)의 비와가 오늘날 널리 행해지는 사쓰마비와의 직접 조종(祖宗)이다. 20세기에 이르러서는 긴신(錦心)과 니시키(錦)의 두 흐름이 주요한 유파이다. 19세기 말에 지쿠젠비와는 없어졌다가 다시 나왔다.
이 새로운 비와음악은 지쿠젠모오소오비와를 기본으로 하고 사쓰마비와 샤미센(三味線) 음악을 참고하여 만들어진 것이다. 지쿠젠비와는 여자에 의하여 많이 주창(奏唱)되어 미성(美聲)에 주력을 하고 있다. 지쿠젠비와는 작은 방에서 듣기 좋고, 사쓰마비와는 무대에서 해도 잘 들린다.